# حباك شمالي
الحباك الشمالي (الاسم العلمي: Ploceus taeniopterus) نوع من الطيور الصغيرة من فصيلة الحباك، متوطن في جمهورية الكونغو الديمقراطية، إثيوبيا، كينيا، جنوب السودان والسودان.

## معرض صور

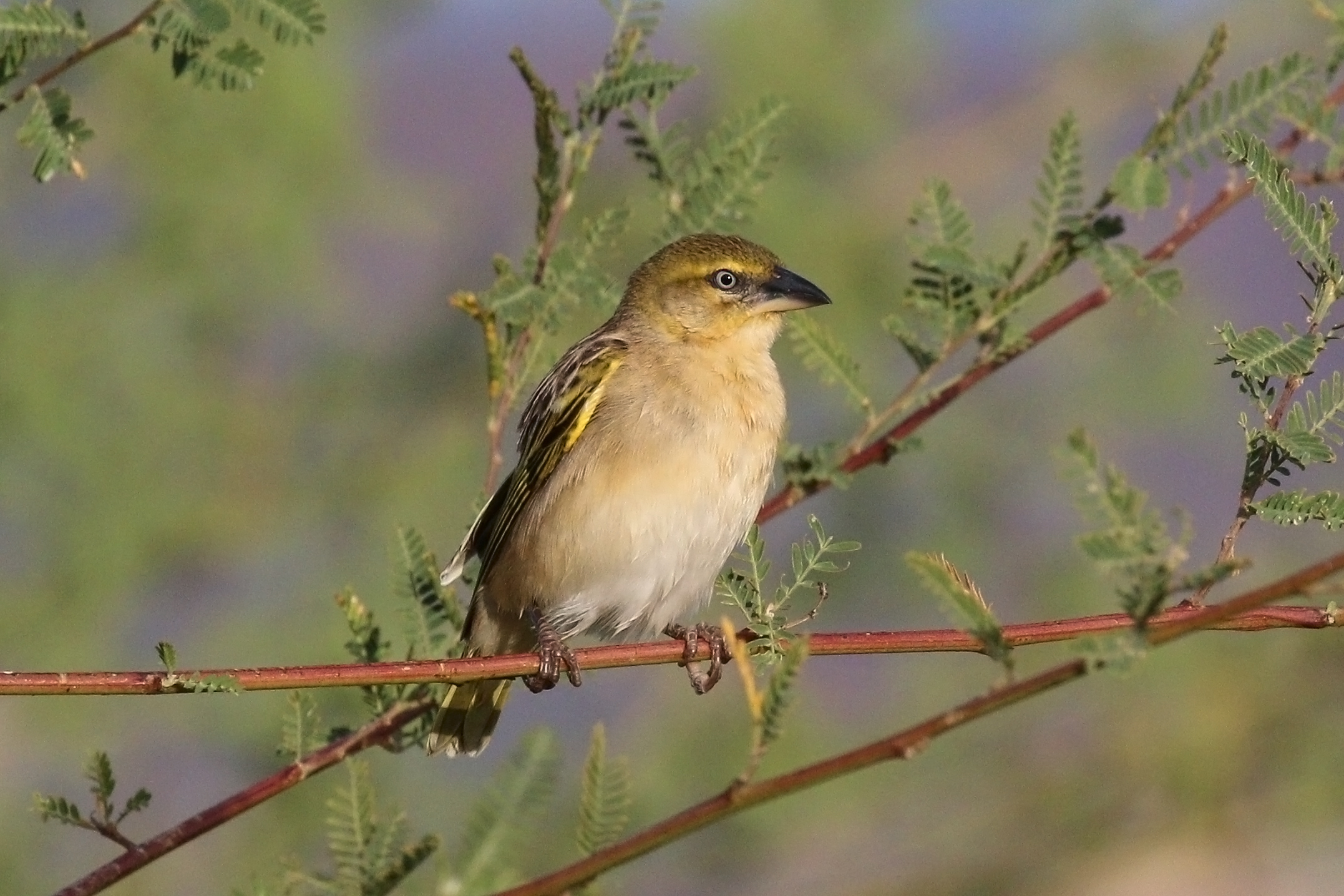
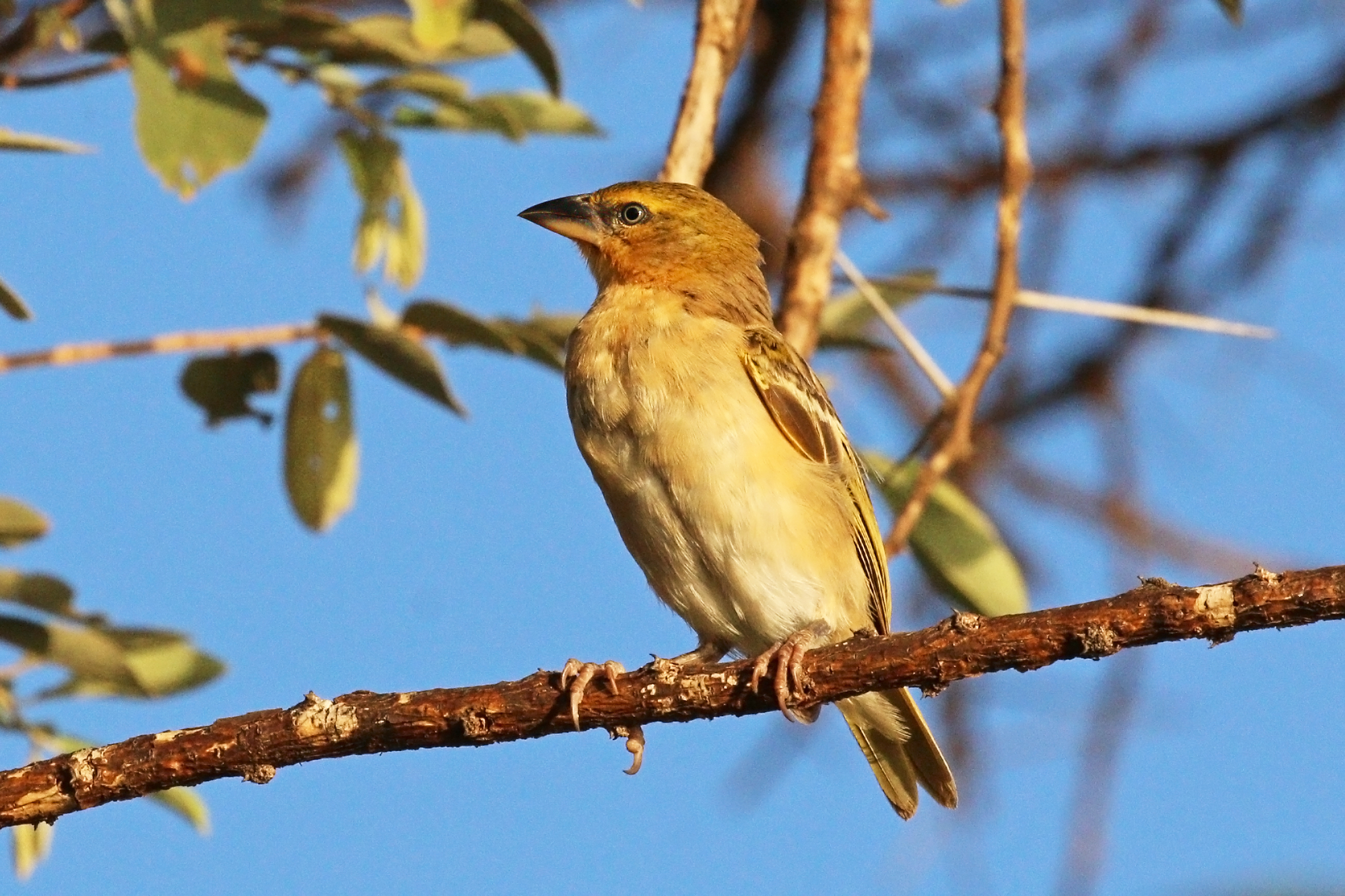
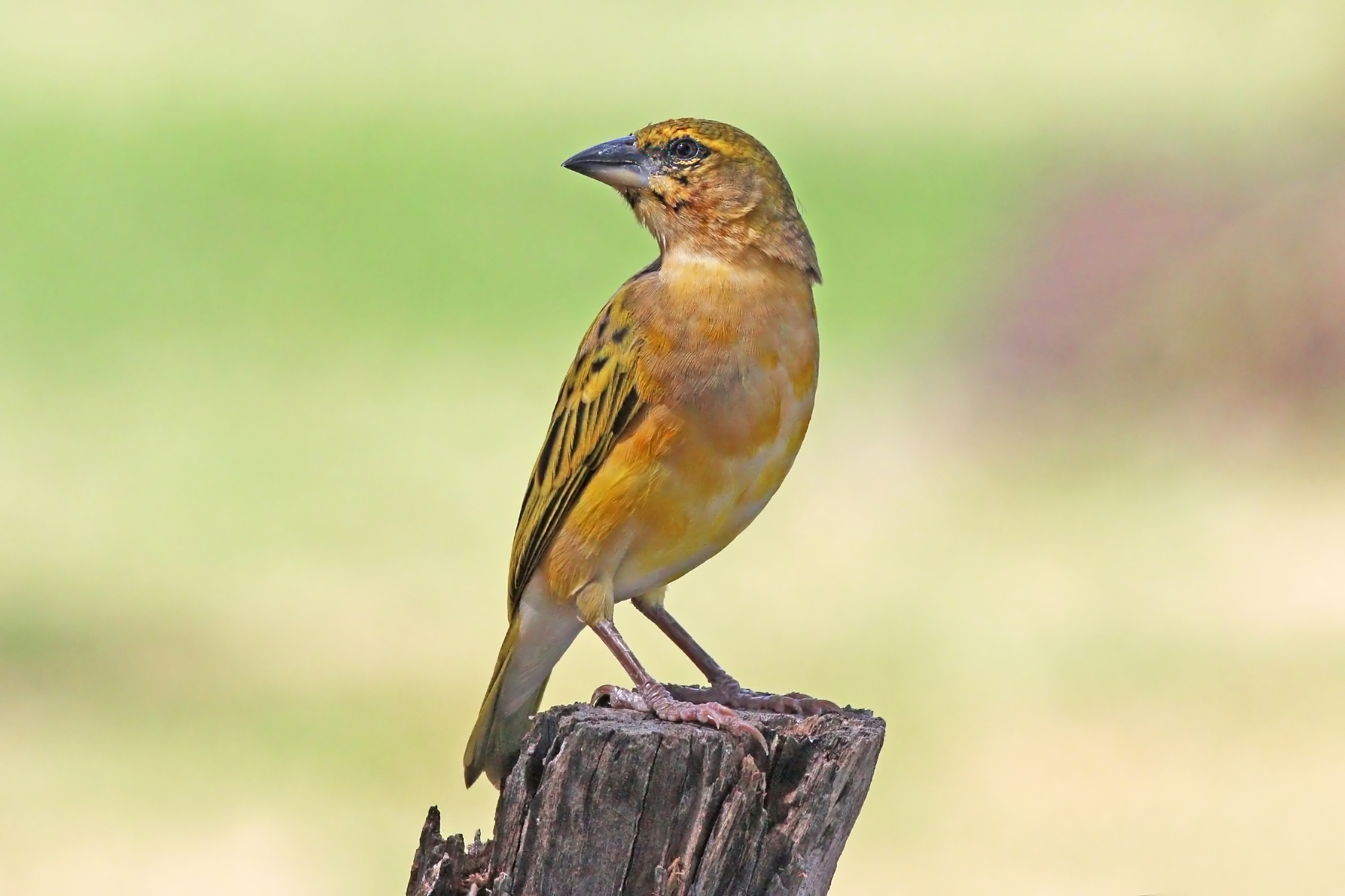
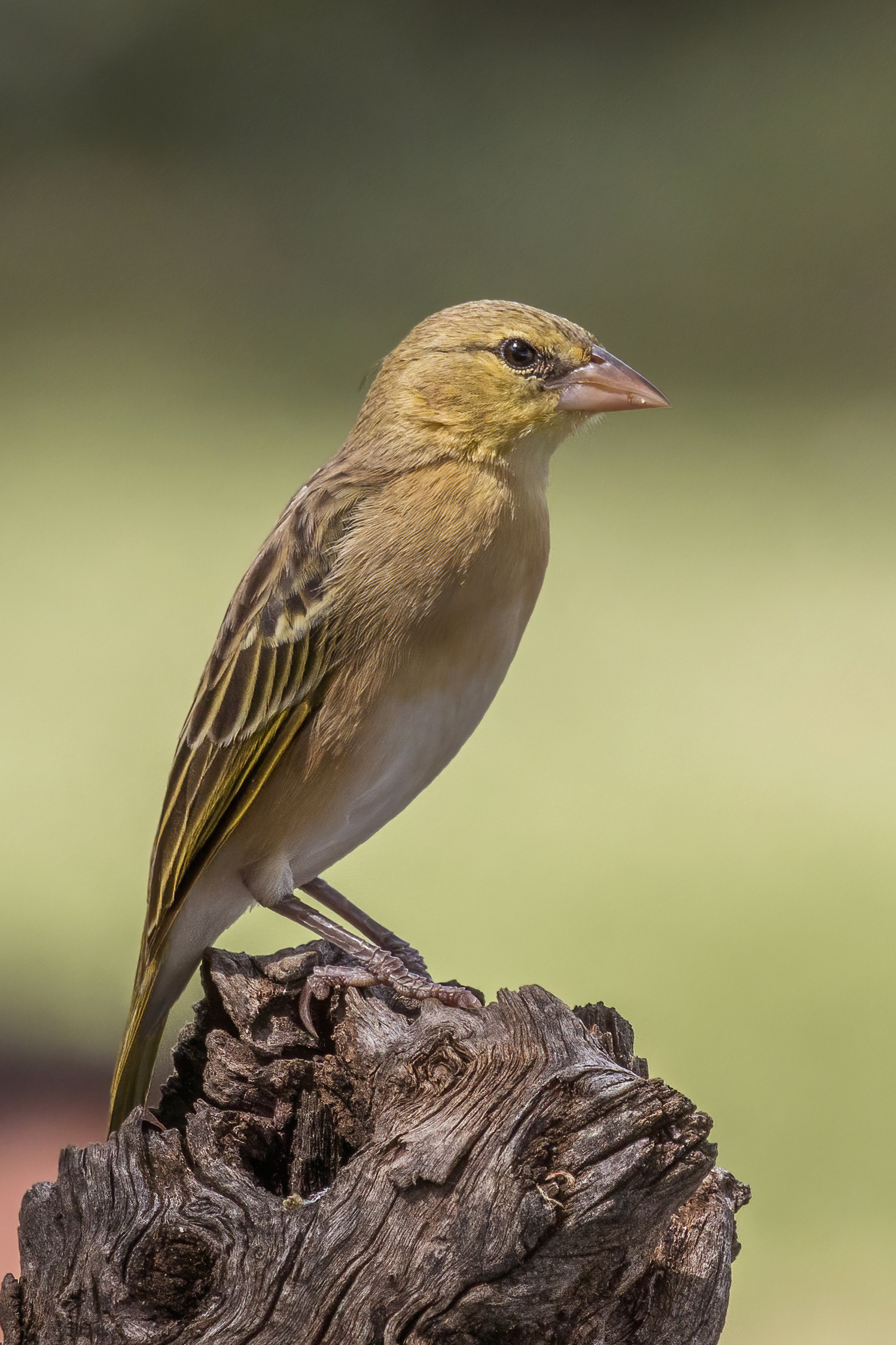